# Georges Darlan
Pour les articles homonymes, voir Darlan.
Georges Darlan, né en 1920 et mort en 1965, est un homme politique centrafricain de tendance libérale, connu pour avoir été président du Conseil représentatif d'Oubangui-Chari de 1949 à 1952, l'ancêtre institutionnel de l'Assemblée nationale centrafricaine.

## Biographie

### De l’instituteur au président du Conseil représentatif (1920-1952)
Georges Darlan serait né en 1920 à Kouango (Ouaka) en Oubangui-Chari officiellement un 5 janvier. Il est en réalité impossible d'authentifier cette date car, bien que né d’un père européen et d’une mère oubanguienne, George Darlan n'a jamais été inscrit au registre de l'état civil de Kouango tenu exclusivement pour les citoyens européens. En effet, à l'instar de beaucoup de métis dans les colonies, il semble que son père ait refusé de le reconnaître et l'ait abandonné très tôt avec son frère aîné Antoine Darlan à leur mère africaine.
Grâce à ses origines européennes Georges Darlan est scolarisé, un privilège car durant l'entre-deux-guerres le taux de scolarisation ne dépasse pas en Oubangui-Chari les 1,5 %. Ses études primaires lui permettent d'intégrer en 1935 le tout nouveau établissement formant les cadres autochtones en Afrique-Équatoriale française (AEF), l’École Edouard Renard de Brazzaville. Il en sort en 1939 avec le diplôme d’instituteur. Son affectation à Libreville au Gabon le mène à s'enrôler en 1941 dans les Forces françaises libres dont il est démobilisé en 1945 avec le grade de sergent-chef. Il rentre l’année suivante en Oubangui avec en vue une carrière de commerçant.
La politique alors naissante dans la colonie l’intéresse beaucoup. Après avoir soutenu en novembre 1946 la candidature à la députation de l'abbé autochtone Barthélemy Boganda, il mène lors de l’élection du Conseil représentatif nouvellement créé, les listes d’Action économique et sociale présentées au collège des autochtones. Ses listes remportent l’intégralité des quinze sièges à pourvoir. Il est élu conseiller de Bangui. Le 19 octobre 1947, il se fait élire par ses pairs, grand conseiller de l’AEF avec son frère aîné Antoine Darlan.
En août 1947, il se voit confier la présidence du premier parti politique local, l’Union oubanguienne (UO) fondée par Boganda. L’UO est une réussite, son extension est croissante et continue. Fort de ce succès, Darlan utilise cette organisation pour implanter dans le pays ses coopératives de coton, la COTONCOOP, et de consommation, la SOCOOMA, créées en 1948.
En peu de temps s'agrège autour de Georges Darlan un système clientéliste qui en fait l'homme fort de l'Oubangui-Chari. Son ascendant sur les élus locaux est apprécié par l'administration coloniale. En 1948, alors que la majorité des conseillers autochtones s'oriente vers le Rassemblement démocratique africain (RDA) sous l’influence de son frère Antoine Darlan très progressiste, Georges Darlan de tendance plutôt libérale use de toute son influence pour empêcher ce glissement à gauche. Seuls les élus de Bangui font scissions. Les élus de brousse, fidèles, le portent en 1949 à la tête du Conseil représentatif.

### Ambitions et discrédit, les déboires de la COTONCOOP (1950-1951)
Georges Darlan ambitionne d'être élu député à la place de Barthélemy Boganda avec qui ses relations se sont dégradées. La rupture remonte à septembre 1948, lorsque le Conseil représentatif refuse au député une subvention pour sa coopérative, la SOCOULOLÉ, alors que quelques mois auparavant la COTONCOOP en obtenait une. Ayant le sentiment d’avoir été trahi, Boganda lui présente le mois suivant sa démission de l’UO. L’UO se maintient jusqu’en 1950. Cette année-là, le président du Conseil représentatif décide de recentrer son action sur la COTONCOOP, organisme plus souple comptant 24 000 membres, et dont les cadres se trouvent être à peu de chose près les mêmes.
La COTONCOOP ne tarde pas à sombrer. En juillet 1950, le Conseil représentatif est surpris d'apprendre que la perception des cotisations est rendue quasi-obligatoire dans certaines régions « au nom du gouvernement ». De vives critiques s'élèvent sur la gestion financière. Sur les trente-deux millions de francs de subventions octroyés par le Conseil représentatif, vingt millions ont été dilapidés : neuf millions dans l'achat d’immobilier à Bangui, les autres engloutis dans diverses opérations de construction, d'achats de végétaux et de frais de gestion. En 1951, en pleine campagne électorale, devant le nombre de plaintes déposées, le gouvernement est obligé de prendre le contrôle de l'entreprise. Les rapports envoyés au chef de territoire et au gouverneur général de l’AEF sont sans appel, toutes les opérations entreprises par la société ont été réalisées en pure perte.
En dépit de ces déboires, Georges Darlan est toujours considéré début juin 1951 par l’administration comme le principal adversaire de Boganda aux législatives du 17 juin. Mais son action controversée aussi bien au niveau coopératif qu’au niveau du Conseil représentatif où en sa qualité de président il a fait augmenter l’impôt, est facilement exploitée par Boganda. En quelques jours il perd tout crédit. Le 17 juin, il doit se contenter de la troisième place avec 8 288 voix, 12,6 % des suffrages.

### Les années de végétation et l’aventure congolaise (1952-1965)
En 1952, Georges Darlan décide de ne pas se représenter aux élections territoriales. Son retrait de la vie politique dure jusqu’en 1956. Cette année-là, il fonde un parti, L’Émancipation oubanguienne, et se présente sans succès à l'élection municipale de Bangui face à Boganda.
En 1957, Georges Darlan opère un revirement vis-à-vis du RDA ; il participe à la reformation de la section oubanguienne. Boganda l'accuse alors d'être un « messager de Moscou », attaque désuète, le RDA empruntant depuis 1950 une voie libérale. Début 1959, le chef fondateur du RDA l'Ivoirien Félix Houphouët-Boigny le choisit pour mener la campagne RDA aux élections législatives d'avril en Centrafrique (nouveau nom de l'Oubangui-Chari depuis décembre 1958) en remplacement de son frère Antoine Darlan, débarqué pour ses positions ancrées trop à gauche. Georges Darlan doit partager son poste avec Dominique Franzini avec qui il obtient d'Houphouët-Boigny, pour la campagne, la modeste aide financière de 1,5 million de francs CFA. Le RDA récolte lors de ces élections 2,4 % des suffrages, aucun siège. Une crise éclate au sein du comité directeur, Dominique Franzini jusqu'alors proche de l'Ivoirien Houphouët-Boigny se tourne vers le leader RDA du Congo-Brazzaville Fulbert Youlou. Georges Darlan est évincé au profit de Kobozo, un anonyme.
De caractère « bouillant, entreprenant, bon viveur », Georges Darlan quitte la scène politique centrafricaine en 1960 pour l'ex-Congo belge. Sa randonnée le mène à devenir en 1961, conseiller économique de Moïse Tshombe dans son gouvernement sécessionniste du Katanga. L’aventure semble prendre fin en 1963 lorsqu’il s’établit comme commerçant à Brazzaville. Mais début 1965, accusé d’activité politique pour le compte de Tshombe, les autorités du Congo-Brazzaville l’expulsent sur Bangui. À son arrivée, le président de la République centrafricaine David Dacko l'incarcère, sans doute afin de le décourager de reprendre une activité politique. Il recouvre la liberté quelques semaines après.
Le 8 juin 1965, Georges Darlan décède alors qu’il tente de monter une activité commerciale à Bangui. Abel Goumba évoque la possibilité d'un assassinat : Darlan aurait pris « un verre » en compagnie d’une jeune femme lorsque pris d'un soudain malaise, il serait rentré précipitamment chez lui et succomba. Pour Goumba, les circonstances sont analogues à l'assassinat par empoisonnement de l'opposant camerounais Félix Moumié, à Genève en 1960.

### La famille de Georges Darlan
Georges Darlan était marié à Laure Muari Lawula, puis à Marie Virginie Samba.
Il eut les enfants ci-dessous :
- Darlan Rachelle Bella, née le 6 septembre 1947 à Bangui (RCA)
- Darlan Guy Bruno, né le 14 mai 1949 à Bangui (RCA)
- Darlan Thierry Serge, né le 31 janvier 1951 à Bangui (RCA)
- Darlan Danièle Hélène, née le 12 mars 1952 à Bangui (RCA)
- Darlan Cloud Dominique Christian, né le 6 septembre 1963 à Brazzaville (Congo)